# Il Vangelo di Giovanni
Il Vangelo di Giovanni è un singolo del gruppo musicale italiano Baustelle, pubblicato il 13 aprile 2017 come secondo estratto dal  settimo album in studio L'amore e la violenza.

## Descrizione
Il brano è stato scritto da Francesco Bianconi e Diego Palazzo. Il pezzo contiene immagini di attualità e citazioni colte ed è uno dei tanti omaggi dei Baustelle a Franco Battiato e al suo mondo artistico (il verso "lettere del Papa sulla fedeltà del cane" ricorda le "rubriche aperte sui peli del papa" della canzone Magic shop del cantautore e compositore siciliano). Il Vangelo di Giovanni, il più criptico e gnostico dei quattro vangeli canonici per il suo Prologo incentrato sul Logos greco applicato al cristianesimo, è usato da Bianconi come metafora di un'identità profonda ma irraggiungibile nel mondo contemporaneo. La frase "Certe volte l'esistenza si rivela con violenza intorno a me / E non la riesco a sopportare" è un riferimento ad un passo di Schopenhauer e al pensiero del filosofo tedesco.
(A. Schopenhauer, Parerga e paralipomena o Supplementi a Il mondo come volontà e rappresentazione, cap. 28)

## Video musicale
Il video è stato reso disponibile il 28 aprile 2017 ed è stato girato a Milano sotto la regia di Tommaso Ottomano.
Nel video si vede una sorta di riunione di Alcolisti Anonimi composta di personaggi di varie estrazioni, presieduta da Bianconi nelle vesti di un prete, mentre gli altri due componenti, Rachele Bastreghi e Claudio Brasini, sono tra i partecipanti (tra cui vi è anche l'attrice del video della intro strumentale del disco, Love, Erica Vitulano, e l'attore Romolo Guerreri). La scena per numero di partecipanti ricorda l'Ultima Cena in cui il protagonista (Davide Banfi) urla e si dispera venendo ignorato, e viene infine accoltellato da un partecipante vestito di nero, che simboleggia un moderno Giuda Iscariota (interpretato da Yuriy Krupey), e soccorso dagli altri, viene infine incoronato con una finta corona di spine sotto una pioggia di coriandoli. Così i Baustelle hanno descritto il surreale video:
La scomparsa di Majorana.

I sandali di Empedocle sull'orlo del vulcano.

Pensare un altro universo guardando il sole tramontare in un parco cittadino.

Cristo moderno dentro una riunione di alcolisti anonimi perderebbe la pazienza e andrebbe fuori di testa di sicuro. Chissà se il suo modo di uscire dal gioco, di chiamarsi fuori, sarebbe lo stesso di duemila anni fa.

Ancora l'amore e la violenza, ancora Giuda e ancora baci, per uno straccio di resurrezione.»

## Tracce
1. Il Vangelo di Giovanni – 4:00